# 將軍系列 (終極動員令)
將軍系列从属于命令与征服系列，首代於2003年2月10日發行。美商藝電從《終極動員令：將軍》開拓了一條新系列，劇情與泰伯倫系列和紅色警戒系列毫無關聯。

## 系列作品
- 《終極動員令：將軍》
  - 《終極動員令：將軍 絕命時刻》
- 《終極動員令》（「終極動員令：將軍2」的內容全數轉入該作品中）

## 相关问题

### 終極動員令傳統問題
雖然終極動員令：將軍是被正統終極動員令系列的一員，但許多終極動員令迷對於許多的改變相當不滿。
由於終極動員令：將軍不屬於原先泰伯倫系列或是紅色系列的一支，加上將軍缺乏舊式終極動員令風格，例如傳統終極動員令系列單人模式中皆有真人過場動畫，控制介面將建築和單位融合在螢幕右方的選單，而不是將軍的點選該建築來建造單位，而且舊終極動員令系列也不需要推土機或是工人來建造建築。而遊戲中也加入了研發科技，這是舊終極動員令系列沒有的，將軍可以建造無限制數量的超級武器，而以往最多只能建造一座（雖然將軍可以開啟功能限制每位玩家最多只能建造一座），種種因素讓許多終極動員令迷不承認將軍是一套終極動員令系列的遊戲。